# Крепон
Крепон (фр. Crépon) насеље је и општина у северној Француској у региону Доња Нормандија, у департману Калвадос која припада префектури Баје.
По подацима из 2011. године у општини је живело 221 становника, а густина насељености је износила 40,77 становника/km². Општина се простире на површини од 5,42 km². Налази се на средњој надморској висини од 60 метара (максималној 61 m, а минималној 39 m).

## Демографија
| 1962. | 1968. | 1975. | 1982. | 1990. | 1999. | 2011. |
| ----- | ----- | ----- | ----- | ----- | ----- | ----- |
| 219   | 241   | 209   | 203   | 209   | 199   | 221   |

График промене броја становника у току последњих година